# Egos Teatre
Egos Teatre és una companyia teatral fundada el 2006 per alumnes de l'Institut del Teatre de Barcelona. Els membres fundadors són Anna Alborch, Lali Camps, Rubèn Montañá, Toni Sans, Maria Santallusia i Albert Mora, als quals s'incorporen Joan Maria Segura, llicenciat en Direcció i dramatúrgia que n'assumirà el rol de director fins al 2014, i Francesc Mora, pianista i compositor que s'encarregarà de les creacions musicals i dels arranjaments dels espectacles.
El seu primer espectacle, No hem vingut pas per fer-nos esbroncar!, va néixer com a taller d'interpretació de l'Institut del Teatre el curs 2005-2006, amb direcció d'Agustí Humet. Com que l'acollida del públic va ser molt bona, es va revisar professionalment i es va presentar l'any 2006 al Teatre Tantarantana en l'onzena Mostra de Teatre de Barcelona, on va obtenir el Premi de la Votació Popular al millor espectacle. Tot i això, el primer espectacle creat fora de l'àmbit acadèmic va ser Ruddigore o la nissaga maleïda, un musical estrenat al Versus Teatre el 2007 que va estar en cartell durant set mesos. L'acollida del públic i de la crítica va ser molt bona i va ser guardonat amb diversos premis: quatre nominacions als Premis Gran Vía de los Musicales, de les quals Sonia Montañá obté el Premi Gran Vía al millor maquillatge i perruqueria; el Premi San Miguel 2008 al millor espectacle per votació popular de la Fira de Tàrrega; quatre nominacions als Premis Butaca; millor espectacle musical de l'any segons la Crítica barcelonina, i Guineueta al millor espectacle per votació popular.
Les representacions posteriors han estat La casa sota la sorra (2010), El crim de Lord Arthur Savile (2011) i L'esquella de la torratxa (2014). Alhora, la companyia també té el segell EGOS petits, dedicat al teatre musical familiar, des del qual s'ha produït l'espectacle En Joan sense por, un musical amb titelles que et traurà el singlot… Hip!, estrenat el 2009 en el cicle Joc al ninot de Lleida i guardonat amb el Premi d'Escenificació de l'Institut del Teatre de Barcelona; el Premi Caixa Catalunya de la 20a Mostra d'Igualada - Fira de Teatre Infantil i Juvenil i dos premis a la 20a Fira de Titelles de Lleida. A part d'això, la companyia ha participat en les cavalcades dels Reis d'Orient de Barcelona els anys 2011, 2013 i 2014.

## Produccions[1]
- No hem vingut pas per fer-nos esbroncar!, Teatre Tantarantana (28 octubre 2006).
- Ruddigore o la nissaga maleïda, Versus Teatre (7 novembre 2007)
- En Joan sense por, un musical amb titelles que et traurà el singlot… Hip!. CaixaForum de Lleida (25 gener 2009)
- En Joan sense por, un musical amb titelles que et traurà el singlot… Hip!. Teatre Poliorama (17 gener 2010 i 14 febrer 2010)
- La casa sota la sorra. Teatre Nacional de Catalunya (21 febrer 2010)
- El crim de Lord Arthur Savile. Teatre Nacional de Catalunya (21 novembre 2011)
- L'esquella de la torratxa. Teatre Nacional de Catalunya (7 març 2014)